# Eddie Hinton
Edward Craig Hinton (* 15. Juni 1944 in Tuscaloosa, Alabama; † 28. Juli 1995 in Birmingham, Alabama) war ein US-amerikanischer Songwriter und Sessionmusiker.

## Musiker
Er spielte von 1967 bis 1971 die Leadgitarre für die Muscle Shoals Rhythm Section. As Sessionmusiker wirkte er auf Aufnahmen diverser Stars mit, darunter Wilson Pickett, Arthur Conley, Aretha Franklin, Joe Tex, Solomon Burke, Percy Sledge, The Staple Singers, The Dells, Elvis Presley, The Box Tops, Boz Scaggs und Otis Redding.

## Songwriter
Hinton war darüber hinaus auch Autor vieler Musikstücke. Sein erfolgreichster Song ist Breakfast in Bed, das er gemeinsam mit Donnie Fritts schrieb. Breakfast in Bed wurde unter anderem von Dusty Springfield, Shirley Bassey und von UB40 mit Chrissie Hynde aufgenommen. Für Percy Sledge schrieb er unter anderem die Hits Cover Me und It’s All Wrong But It’s Alright.

## Karriere
Als Sänger wurde Hinton mit Soul- und Rhythm-&-Blues-Größen verglichen. So wurde er in zeitgenössischen Berichten als „der weiße Otis Redding“ bezeichnet. Er spielte zunächst in kleineren Bands der Südstaaten, bevor er sich der Muscle Shoals Rhythm Section anschloss. Für diese sichere Karriere als angestellter Musiker schlug er das Angebot von Duane Allman aus, Gitarrist der Allman Brothers Band zu werden.
Im Jahr 1978 erschien Eddie Hintons erste Solo-LP Very Extremely Dangerous. Trotz guter Kritiken blieb sie erfolglos, woran nicht zuletzt der Konkurs der verlegenden Plattenfirma Capricorn Records schuld war.
In den Folgejahren wurde es still um Hinton. Erst 1982 betrat er wieder ein Aufnahmestudio. Die Aufnahmen blieben jedoch zunächst unveröffentlicht. 1986 wurden sie um weitere Stücke ergänzt und erschienen als Letters From Mississippi. Diese Veröffentlichung brachte Hinton zurück in das Musikgeschäft und führte unter anderem zu einem neuen Plattenvertrag sowie später zu einer Tour durch Europa.
Zwei weitere Alben, Cry and Moan beziehungsweise Very Blue Highway erschienen Anfang der 1990er Jahre. Aufnahmen an einem weiteren Album starteten Anfang 1995. Vor der Veröffentlichung verstarb Eddie Hinton jedoch an den Folgen eines Herzinfarkts. Hard Luck Guy erschien 1999 auf dem wiederbelebten Capricorn Label.
Auf Zane ist in den Jahren 2000–2003 die dreiteilige Serie The Songwriting Sessions erschienen, die zuvor unveröffentlichte Aufnahmen Hintons aus allen Phasen seines Schaffens beinhaltet.

## Diskografie
- Very Extremely Dangerous (Capricorn, 1978)
- Letters from Mississippi (Line, 1987)
- Cry & Moan (Bullseye Blues, 1991)
- Very Blue Highway (Bullseye Blues, 1993)
- Hard Luck Guy (Capricorn, 1999)
- Dear Y’All – The Songwriting Sessions (Zane, 2000)
- Playin’ Around – The Songwriting Sessions, Vol. 2 (Zane, 2004)
- Beautiful Dream – The Songwriting Sessions, Vol. 3 (Zane, 2005)